# Silvia Torres-Peimbert
Silvia Torres-Peimbert (Città del Messico, 26 giugno 1940) è un'astronoma e docente messicana.

## Biografia
Silvia Torres-Peimbert, nata Silvia Linda Torres Castilleja, è stata la prima donna a ottenere un dottorato in astronomia in Messico. Nel 2009 ha coordinato in Messico l'Anno internazionale dell'astronomia, nel 2011 ha ricevuto il premio L'Oréal-UNESCO Awards for Women in Science, ha ricevuto nel 2012 l'Hans A. Bethe Prize dall'American Physical Society ed ha presieduto nel 2015 la riunione annuale dell'Unione Astronomica Internazionale che si è tenuta ad Honolulu. È particolarmente nota per le sue ricerche sulla materia interstellare.